# Arcellina
Arcellina – rodzina ameb należących do supergrupy Amoebozoa w klasyfikacji Cavaliera-Smitha.
W klasyfikacji Adl'a wyróżniamy następujące rodzaje::
- Amphizonella
- Arcella
- Microchlamys
- Microcorycia
- Spumochlamys